# 忠臣蔵・いのちの刻
『忠臣蔵・いのちの刻』（ちゅうしんぐら・いのちのとき）は、1988年12月28日にTBSで放送されたテレビドラマである。

## 概要
「女たちの忠臣蔵」「忠臣蔵・女たち・愛」に次ぐ、石井ふく子プロデュースによる忠臣蔵を女性の視点から捉えたシリーズ第3作。「忠臣蔵・いのちの刻」。浅丘ルリ子扮する大石りく（内蔵助の妻）を主人公とし、赤穂浪士と深く関わった7人の女性の人間模様を描いた。石井と縁の深い美空ひばりは照月尼役で病気快復後初のドラマ出演を果たすが、これがTBS最後の時代劇出演作品となった。

## 出演
- 大石りく：浅丘ルリ子
- 大石内蔵助：児玉清
- 大石主税：植草克秀
- 大石吉千代：天間信紘
- 吉良上野介：若山富三郎
- 瑤泉院：久我美子
- 堀部安兵衛：沢竜二
- 前原伊助：新克利
- 潮田又之丞（そば屋の又吉）：中条きよし
- 原惣右衛門（煙草売り・惣右衛門）：藤岡琢也
- 近松勘六：橋爪淳
- 神崎与五郎：三上直也
- 左右田孫兵衛：渡辺篤史
- 寺坂吉右衛門：岡本信人
- 梶川与惣兵衛：丹波哲郎
- 梶川多加：奈良岡朋子
- 手裏剣お七：浅田美代子
- 明石屋清兵衛：伊東四朗
- 花屋与市：小倉一郎
- お見立て屋・おみの：小川知子
- 髪結・おこう：乙羽信子
- 濱松屋おくに：香川京子
- 宇野仁斎：鈴木清順
- 犬医者・お菊：竹下景子
- 女船頭・かよ：中田喜子
- 紅蔦屋・恭助：三田村邦彦
- 照月尼：美空ひばり

ほか

## スタッフ
- プロデューサー：石井ふく子
- 演出：鴨下信一
- 脚本：服部ケイ
- 音楽：小川寛興
- ナレーション：森光子

## 舞台
1990年12月、帝国劇場で『雪の華─忠臣蔵いのちの刻─』のタイトルで上演。演出：石井ふく子、主演：浜木綿子。
- 浜木綿子、片平なぎさ、中田喜子、沢田雅美、香川京子、金田龍之介、小島英哉、沢竜二、北村和夫